# Краніометрія
Краніоме́трія (від лат. cranium — «череп») — техніка обрахунку кісток черепа для проведення антропологічних досліджень. Розділ фізичної антропології, який використовує дані краніометрії, називається краніологія. Краніометрія була дуже популярною наприкінці XIX — початку XX століть, коли було зроблено багато досліджень з цієї галузі.

## Краніометричні точки
- Астеріон, asterion (ast) — точка з'єднання ламбдоподібного, потилично-соскоподібного и тіменно-соскоподібного швів.
- Аурикуляре, auriculare (au) — точка на корені виличного відростка скроневої кістки; лежить над серединою зовнішнього слухового проходу
- Брегма, bregma (b) — точка з'єднання вінцевого і сагітального швів черепа; у немовлят у цій точці розташоване переднє тім'ячко
- Верхівкова чи вертекс, vertex (v) — найвища точка тім'яної кістки за прямого положення голови
- Вилична, zygion () — найбільш виступаюча назовні точка виличної дуги. Між виличними точками вимірюють ширину вилиць.
- Глабела, glabella (g) — найбільш виступаюча вперед точка між бровами в медіально-сагітальній площині
- Назіон, nasion () — точка перетину носо-лобного шва з медіально-сагітальною площиною
- Козелкова, tragion () — точка над верхнім краєм козелка вуха, лежить на перетині двох дотичних, проведених до верхнього і переднього краю козелка
- Офріон, ophryon () — точка, що лежить на перетині медіально-сагітальної площини голови з дотичної до найбільш високих точок брів
- Трихіон, trichion () — точка на лобі, що лежить на перетині медіальної площини з межею волосся голови
- Тім'яна, euryon () — найбільш виступаюча назовні точка бокової частини голови; між тім'яними точками вимірюється ширина голови
- Підборідна чи гнатіон, gnathion (gn) — найнижча точка підборіддя в медіально-сагітальній площині
- Нижньощелепна, gonion () — найбільш виступаюча назовні точка на куті нижньої щелепи